# Otto Ammermann

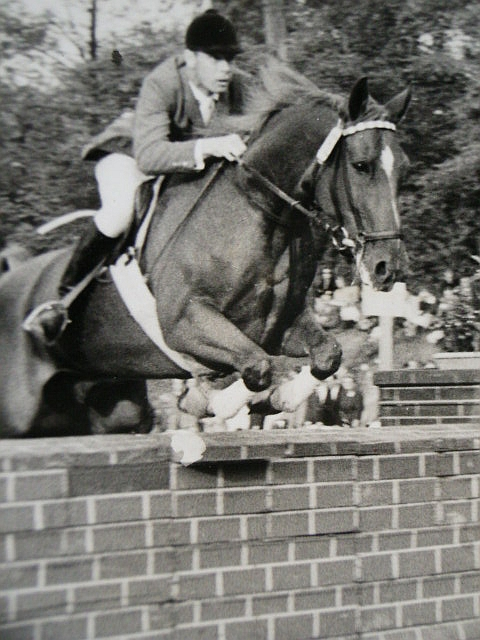
Otto Ammermann auf Servus

Otto Ammermann (* 7. September 1932 in Kleinensiel) ist ein ehemaliger deutscher Vielseitigkeitsreiter, der 1976 mit der Mannschaft die olympische Silbermedaille gewann.

## Leben
Otto Ammermann startete für den Jader Reitclub Jaderberg. Bereits 1963 gewann er in Aachen bei einem Meisterspringen. Er siegte 1969, 1978 und 1980 bei der Deutschen Meisterschaft. 1976 gelang Ammermann mit dem achtjährigen Volturno die Qualifikation zur deutschen Equipe bei den Olympischen Spielen 1976 in Montreal. Beim Geländereiten musste er nach etlichen Fehlern und einem Sturz disqualifiziert werden. Zusammen mit Karl Schultz, Herbert Blöcker und Helmut Rethemeier erhielt Ammermann hinter der Mannschaft aus den Vereinigten Staaten die Silbermedaille und das Silberne Lorbeerblatt.
1978 gewann Ammermann auf Volturno zusammen mit Helmut Rethemeier, Harry Klugmann und Herbert Blöcker die Silbermedaille bei der Weltmeisterschaft in Lexington. Die Olympischen Spiele 1980 verpasste Ammermann wegen des Olympiaboykotts. Beim ersatzweise ausgetragenen Festival in Fontainebleau kam die Bundesrepublik auf den Silberrang, Ammermann wurde mit Volturno Zehnter in der Einzelwertung.